# Walt Kuhn
Walter Francis Kuhn, meglio conosciuto come Walt Kuhn (New York, 27 ottobre 1877 – New York, 13 luglio 1949), è stato un pittore e fumettista statunitense principalmente ricordato per aver organizzato l'Armory Show (1913), prima grande mostra di arte moderna tenuta negli USA.

## Biografia

### Gioventù e formazione
Kuhn nacque a New York nel 1877, e crebbe vicino al porto di Red Hook in una famiglia di umili origini. Durante la sua gioventù, il futuro artista lavorò in un’officina di riparazioni per biciclette e fu un ciclista professionista. All’età di quindici anni, Kuhn vendette i suoi disegni a una rivista e iniziò a firmare le sue opere usando il soprannome “Walt”. Nel 1893 si iscrisse ai corsi d’arte del Brooklyn Polytechnic Institute.
Nel 1899, Kuhn partì per San Francisco con sessanta dollari in tasca, e si guadagnò da vivere facendo l’illustratore per la rivista The Wasp. Kuhn decise quindi di diventare un artista, e di scoprire i maestri antichi e moderni europei. Nel 1901, quando aveva 24 anni, partì alla volta di Parigi, ove studiò per un breve periodo all'Académie Colarossi; successivamente si spostò a Monaco, ove studiò all'Accademia di Monaco di Baviera, ove fu allievo di Heinrich von Zügel, un membro della scuola di Barbizon. Mentre si trovava in Europa, trascorse il tempo a disegnare nei Paesi Bassi, visitò i musei veneziani, e vide le opere degli impressionisti e post-impressionisti. Nel 1903, Kuhn tornò a New York e lavorò come illustratore per alcune riviste locali. Nel 1905 tenne la sua prima personale al Salmagundi Club, e divenne un affermato fumettista e pittore. Nello stesso anno realizzò le sue prime illustrazioni per la rivista Life. Fra il 1909 e il 1910, la sua striscia Whisk (1909-11) venne pubblicata regolarmente per quasi due anni su New York World. Tra i suoi amici, Kuhn contava numerosi fumettisti e illustratori tra cui Gus Mager e Pop Hart.
Durante l’estate del 1908, Kuhn entrò nella New York School of Art quando la sua sede si trasferì a Fort Lee, nel New Jersey. Quell’esperienza di studio ebbe però vita breve, e l’artista decise di tornare a New York dopo un solo anno scolastico. Poco più tardi, Kuhn sposò Vera Spier ed ebbe una figlia di nome Brenda. In questo periodo, Kuhn strinse un legame di amicizia con Arthur Bowen Davies destinato ad esercitare un considerevole impatto nella storia dell’arte americana.

### Armory Show

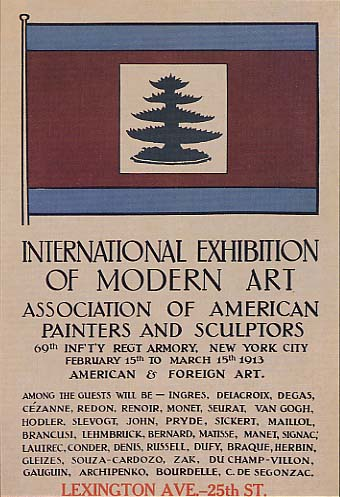
Poster dell'Armory Show

Durante i primi anni dieci Novecento, Kuhn co-fondò l'Association of American Painters and Sculptors, il gruppo di artisti che organizzerà l'Armory Show. Kuhn era il segretario esecutivo dell’associazione, e, assieme a Davies e Walter Pach, dovette recarsi in Europa per selezionare le opere da esporre in occasione della grande rassegna del 1913. La mostra fu oggetto di reazioni controverse, e talvolta alcune delle opere generarono scandalo, ma, oltre a far scoprire l’arte delle avanguardie europee al pubblico americano, essa ebbe un inaspettato successo di pubblico: la mostra fu infatti vista da oltre 200 000 persone, e riuscì a ottenere un ricavato di vendite pari a 44 000 dollari. Più tardi vennero tenute altre due mostre correlate a Chicago e Boston. Secondo il critico d’arte Robert Hughes, Kuhn “era un abile promotore”. Secondo un articolo dell'Arts Magazine, l'Armory Show avrebbe dimostrato che “gli americani potevano essere ricettivi all'arte moderna e che essa avrebbe potuto far germogliare un nuovo e importante business; Kuhn svolse un ruolo importante durante questo evento culturale trasformativo”.

### Ultimi decenni
Dopo l'esperienza dell'Armory Show, Kuhn divenne il consulente artistico dell'avvocato e collezionista d’arte John Quinn, i cui pezzi d’arte verranno ceduti a vari musei del mondo dopo la sua morte avvenuta nel 1924. Kuhn espose i suoi dipinti nel Whitney Studio Club, e alcuni di questi entrarono a far parte del Whitney Museum of American Art. 
Nel 1925, Kuhn rischiò di morire a causa di un'ulcera peptica. Dopo una faticosa guarigione, il pittore divenne istruttore presso l'Art Students League di New York. Su richiesta della Union Pacific Railroad, Kuhn lavorò al design del binario Little Nugget LA-701. Durante un periodo di difficoltà economica perdurato alcuni anni durante quel decennio, Kuhn lavorò come designer e regista per riviste e spettacoli circensi. Nel 1933, ormai anziano, Kuhn organizzò la sua prima retrospettiva di carriera. Nel frattempo, egli iniziò a provare antipatia nei confronti del modernismo europeo che fino a quel momento aveva sostenuto. Durante un viaggio in Europa del 1931 assieme a Marie e W. Averell Harriman, i suoi più fedeli sostenitori, egli si rifiutò di stare con essi durante le nelle loro visite agli studi di Picasso, Braque e Léger. Allo stesso tempo, però, non voleva nemmeno allinearsi con antimodernisti, realisti sociali e regionalisti come Thomas Hart Benton.
Durante gli ultimi anni della sua vita, Kuhn divenne più instabile e irascibile, iniziò a prendere le distanze dai suoi amici di vecchia data, e trascorreva il tempo a vedere gli spettacoli circensi dei fratelli Ringling. Provava forte antipatia nei confronti del MoMA newiorchese, che aveva iniziato a raccogliere opere astratte trascurando le creazioni degli artisti americani del secondo dopoguerra. Inoltre, egli soffriva all’idea che la sua arte ricevesse scarsa attenzione. Nel 1948, Kuhn fu ricoverato per un malore. L’artista morì il 13 luglio 1949 a causa di un’ulcera perforata, e fu sepolto presso il Woodlawn Cemetery.

## Stile e tecnica
La maggior parte delle tele di Kuhn negli anni 1910 mostrano l'influenza dei moderni pittori europei che lo stesso Kuhn aveva promosso, come, ad esempio, The Polo Ground (1914), che è debitrice di Raoul Dufy. Altri critici sostengono che l’arte di Kuhn sia ispirata ad André Derain e gli espressionisti tedeschi. Alla fine del decennio, tuttavia, i dipinti di Kuhn tornarono ad essere rappresentativi e fedeli alla realtà. Kuhn non fu mai un realista accademico: i suoi ritratti e nature morte sono composti da caratteristici effetti pittorici, colori forti e pennellate ampie. 

## Galleria d'immagini

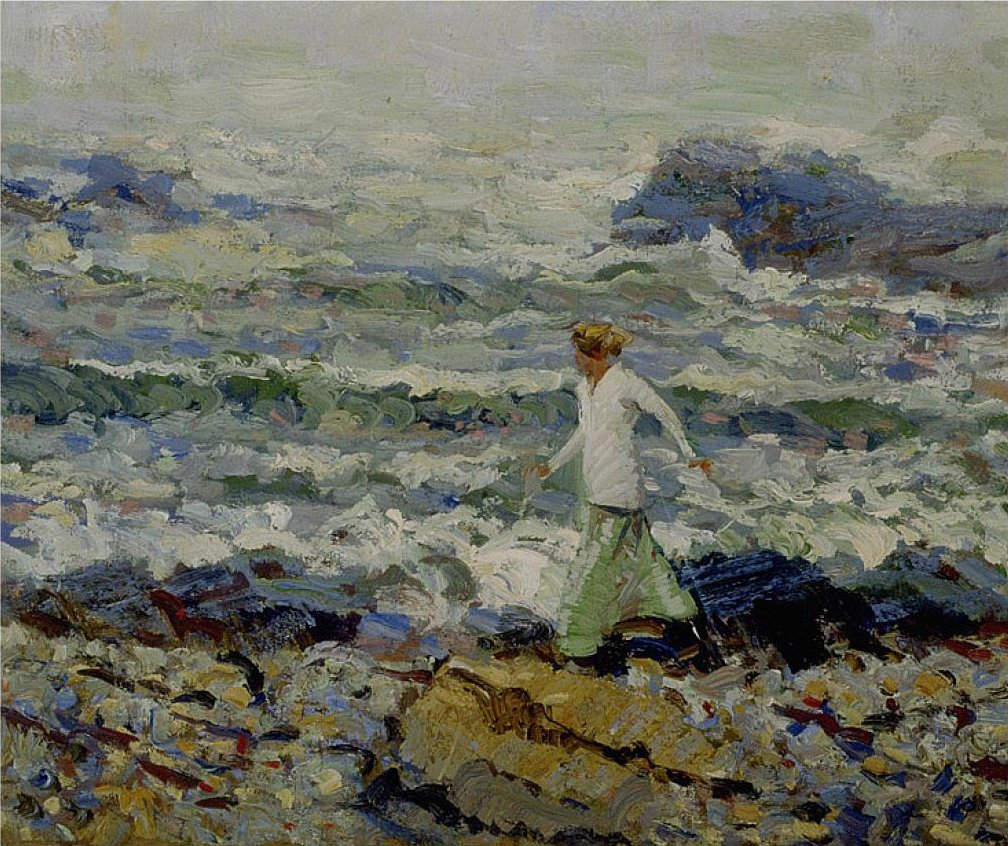
Walking along the Shore (1910)
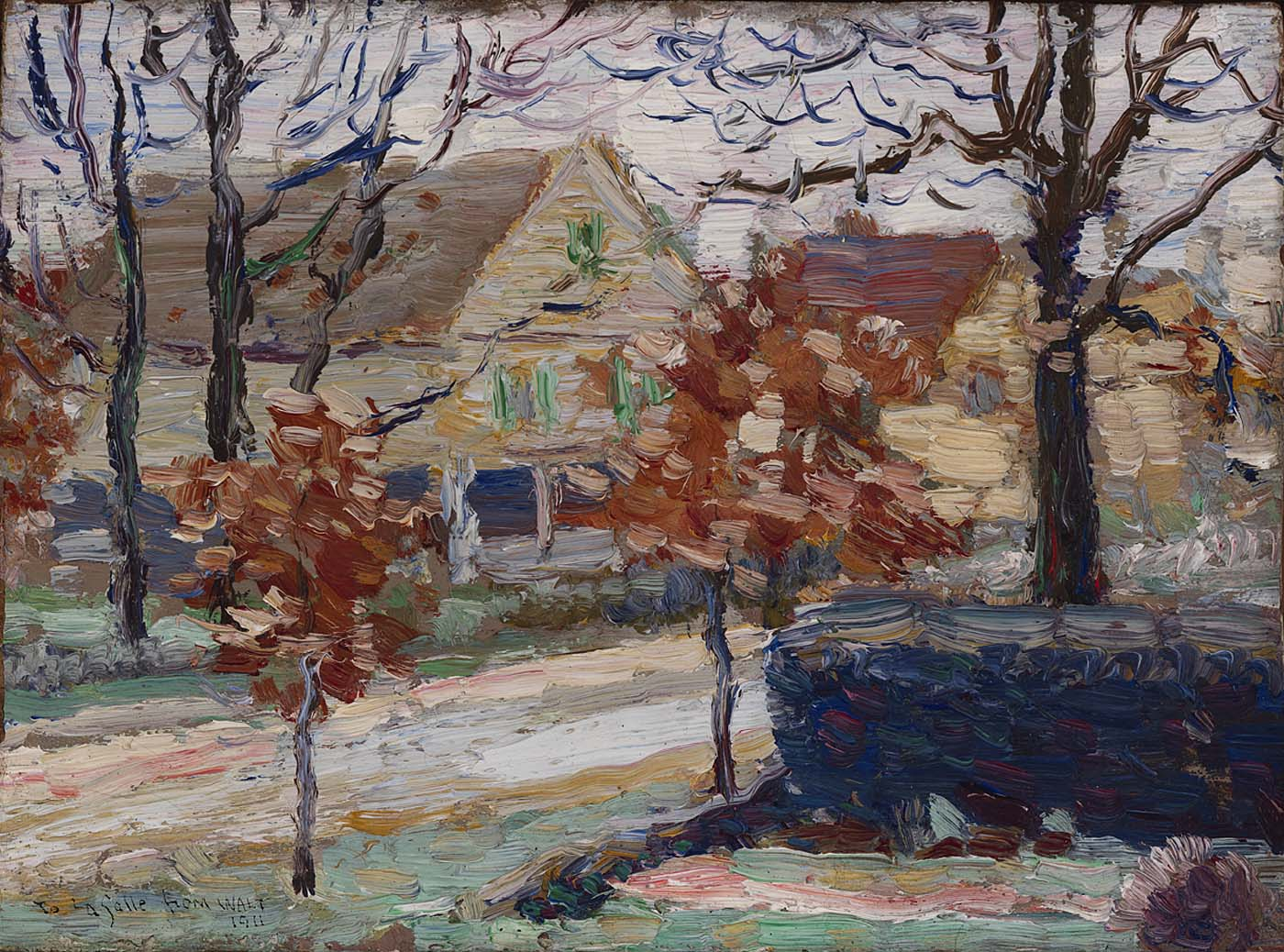
View of Melrose Street from the Spiers' Porch (1911)
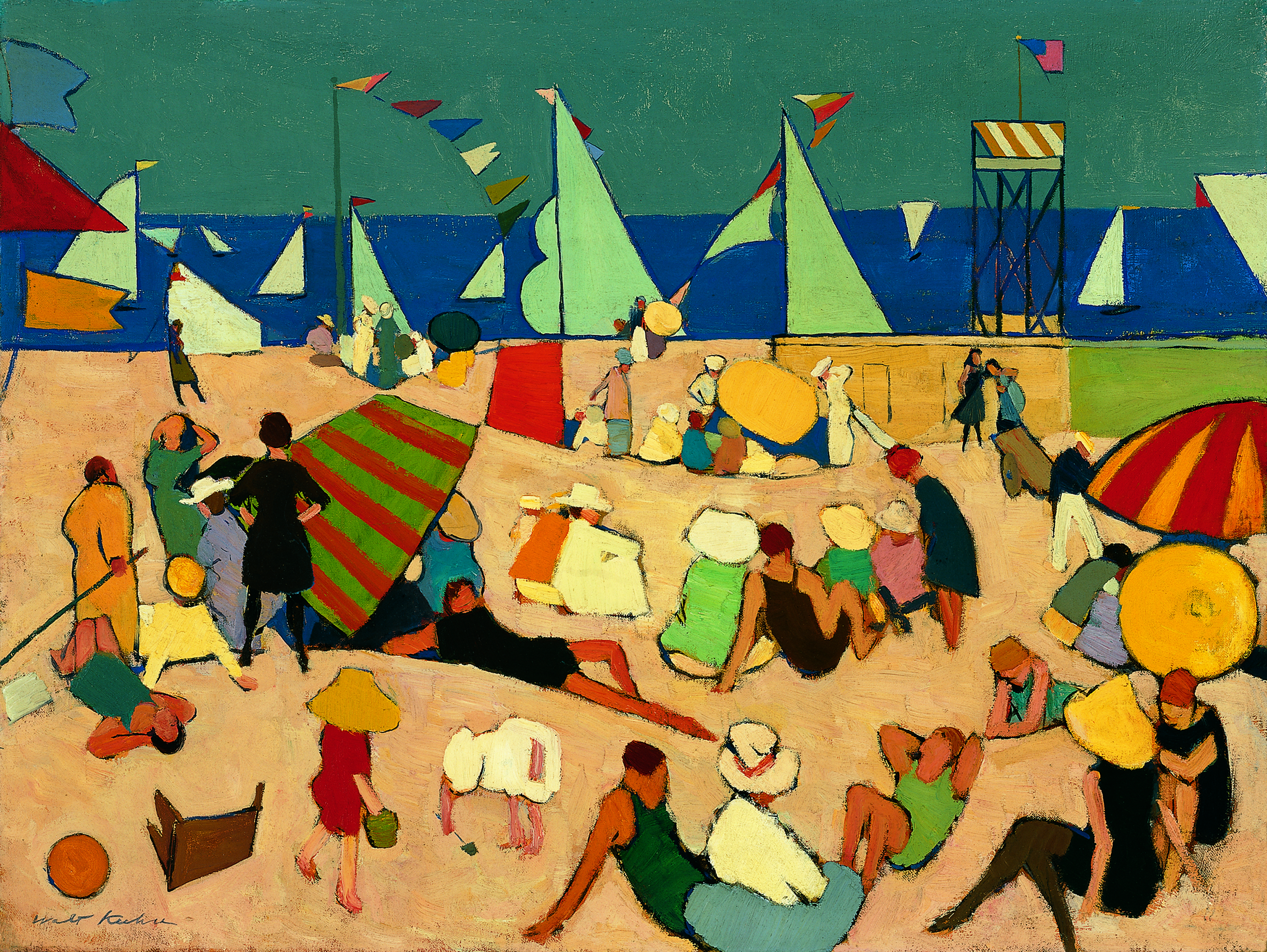
Bathers on a Beach (1915)
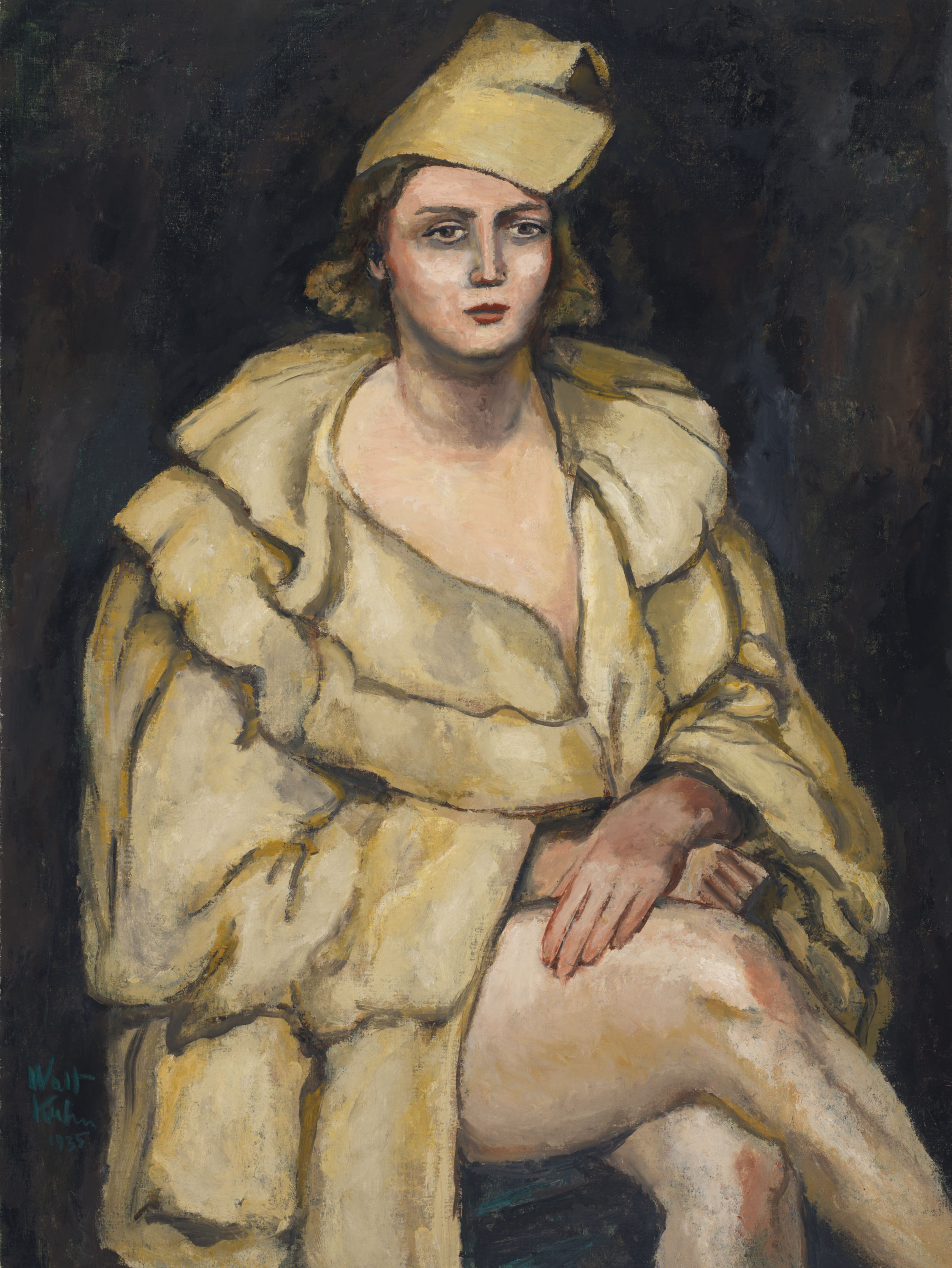
Lady in Robe (1935)
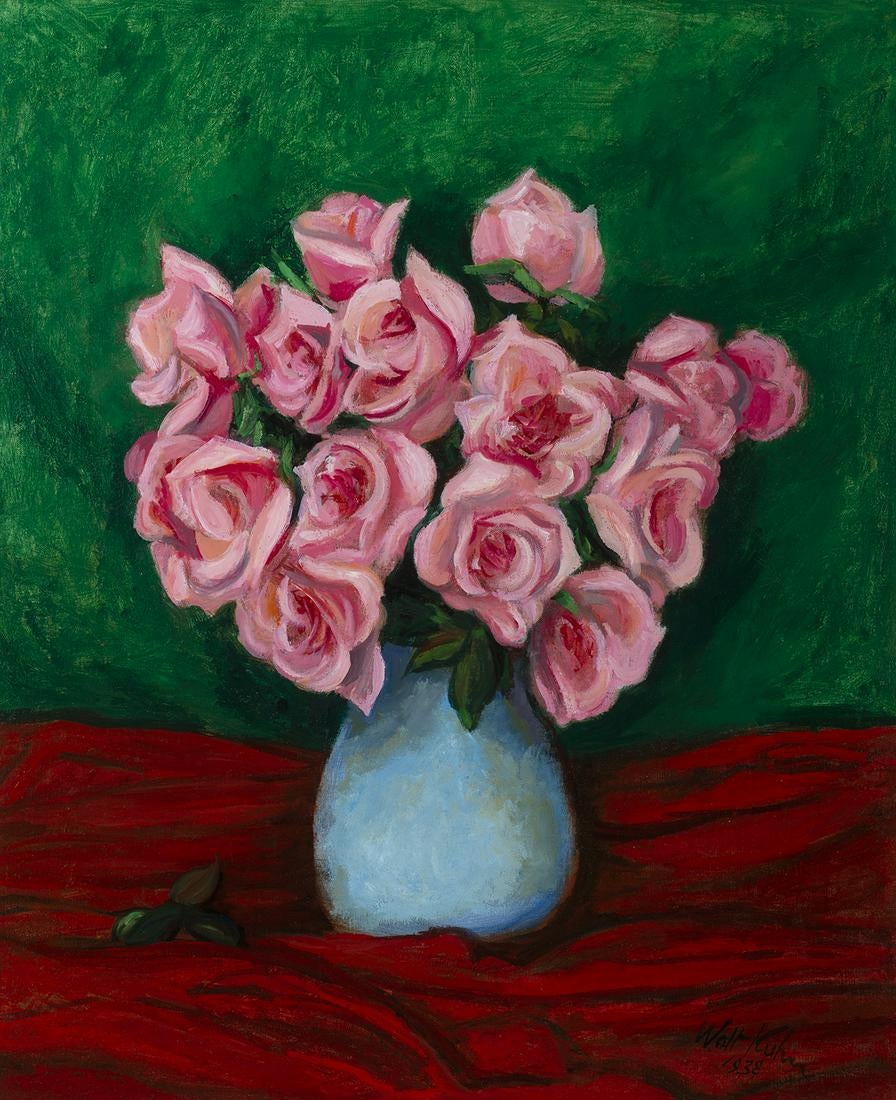
Pink Roses in Blue Vase (1938)
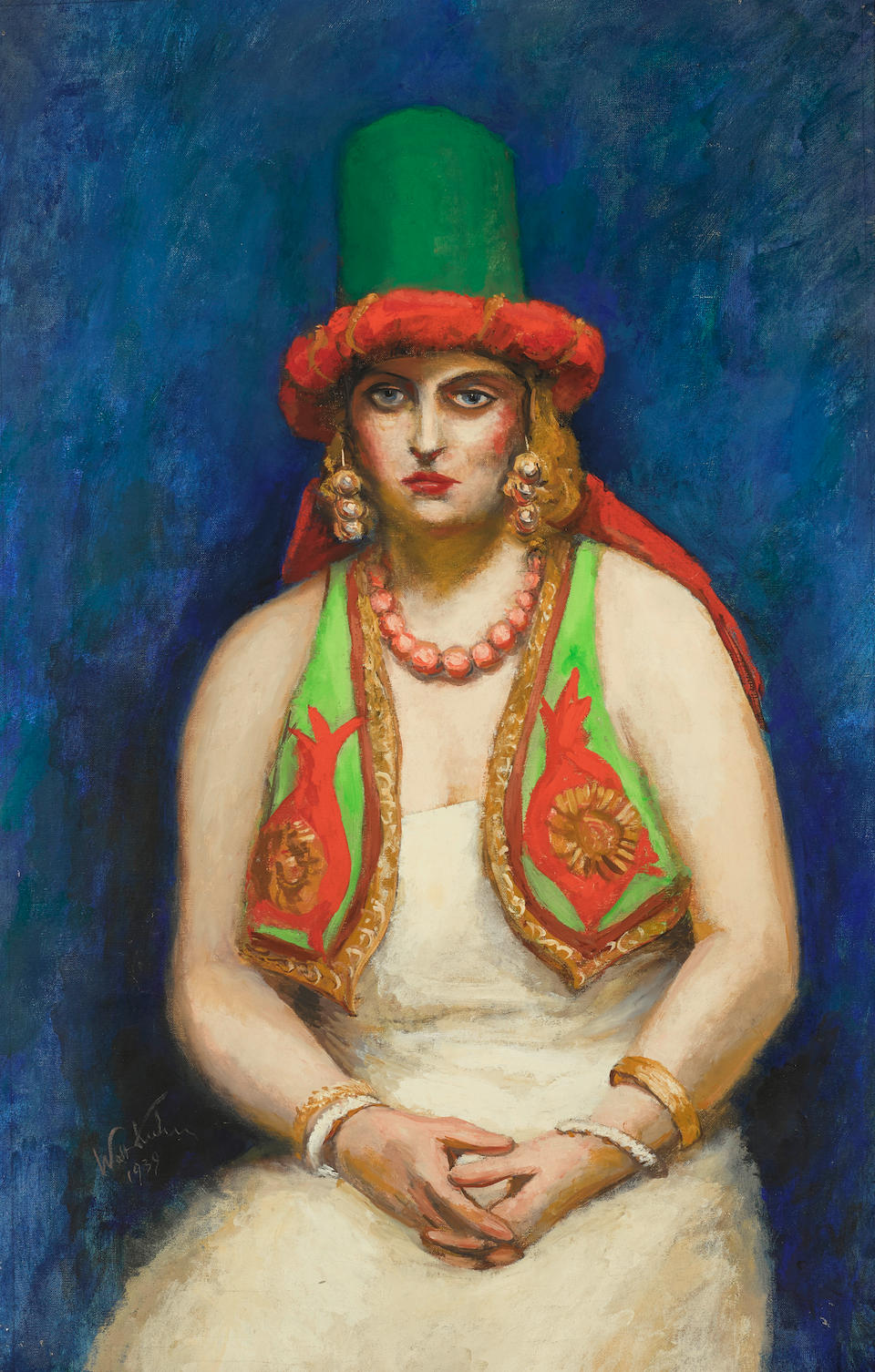
Lady in Vest (1939)
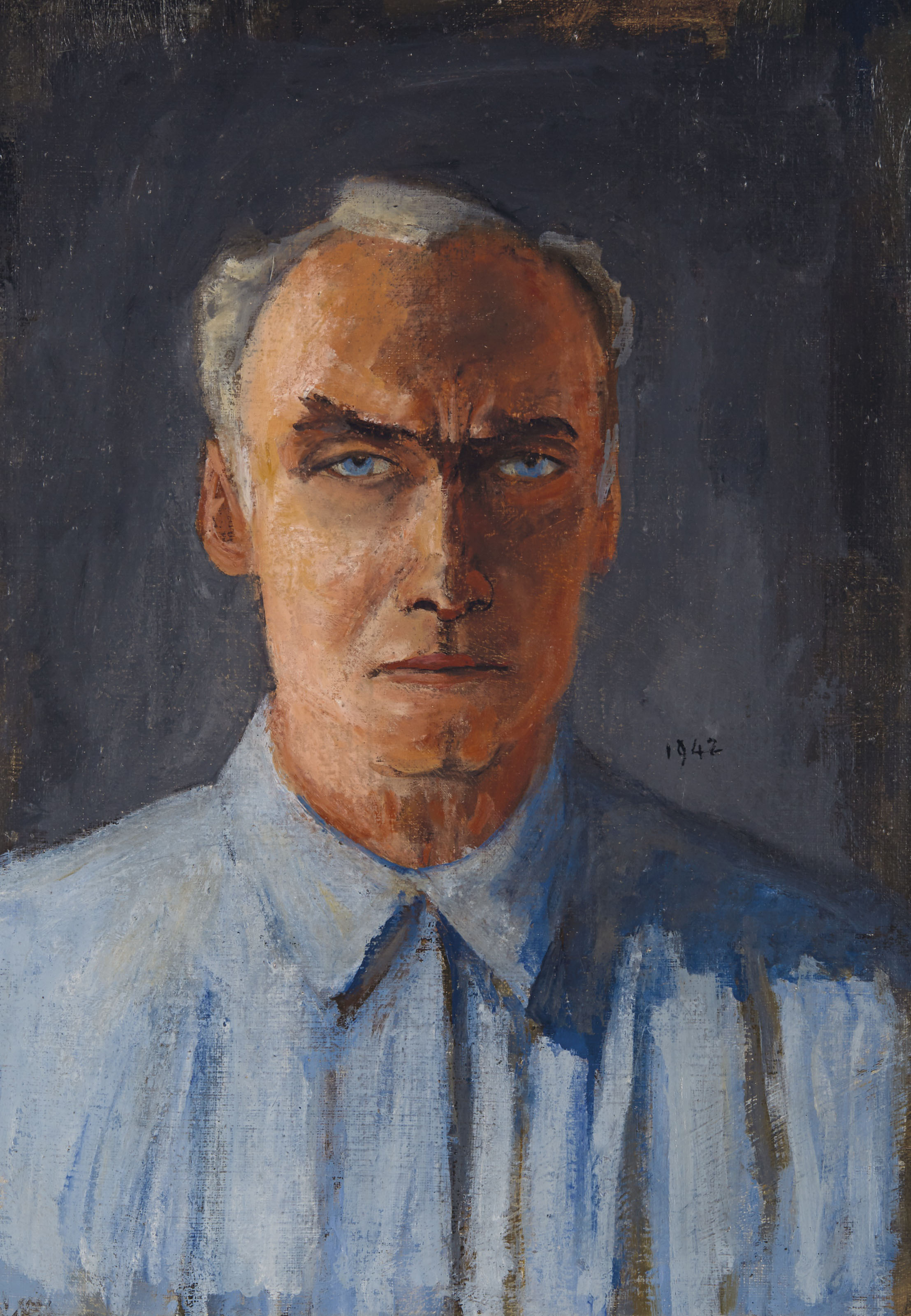
Autoritratto (1942)
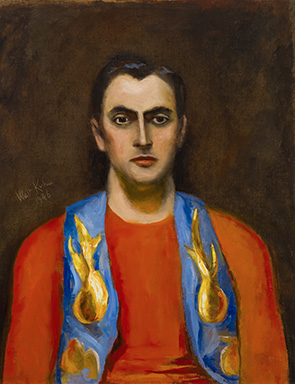
Gold and Blue Bolero (1946)